# Jericó (Chiapas)
Jericó es una localidad del estado mexicano de Chiapas. Es parte del municipio de El Parral.

## Demografía
| Gráfica de evolución demográfica |
|                                  |

| Censo | Población |
| ----- | --------- |
| 1940  | 278       |
| 1950  | 464       |
| 1960  | 918       |
| 1970  | 1 448     |
| 1980  | 2 004     |
| 1990  | 2 370     |
| 2000  | 2 445     |
| 2010  | 2 467     |
| 2020  | 2 491     |